# Biscotti di San Martino

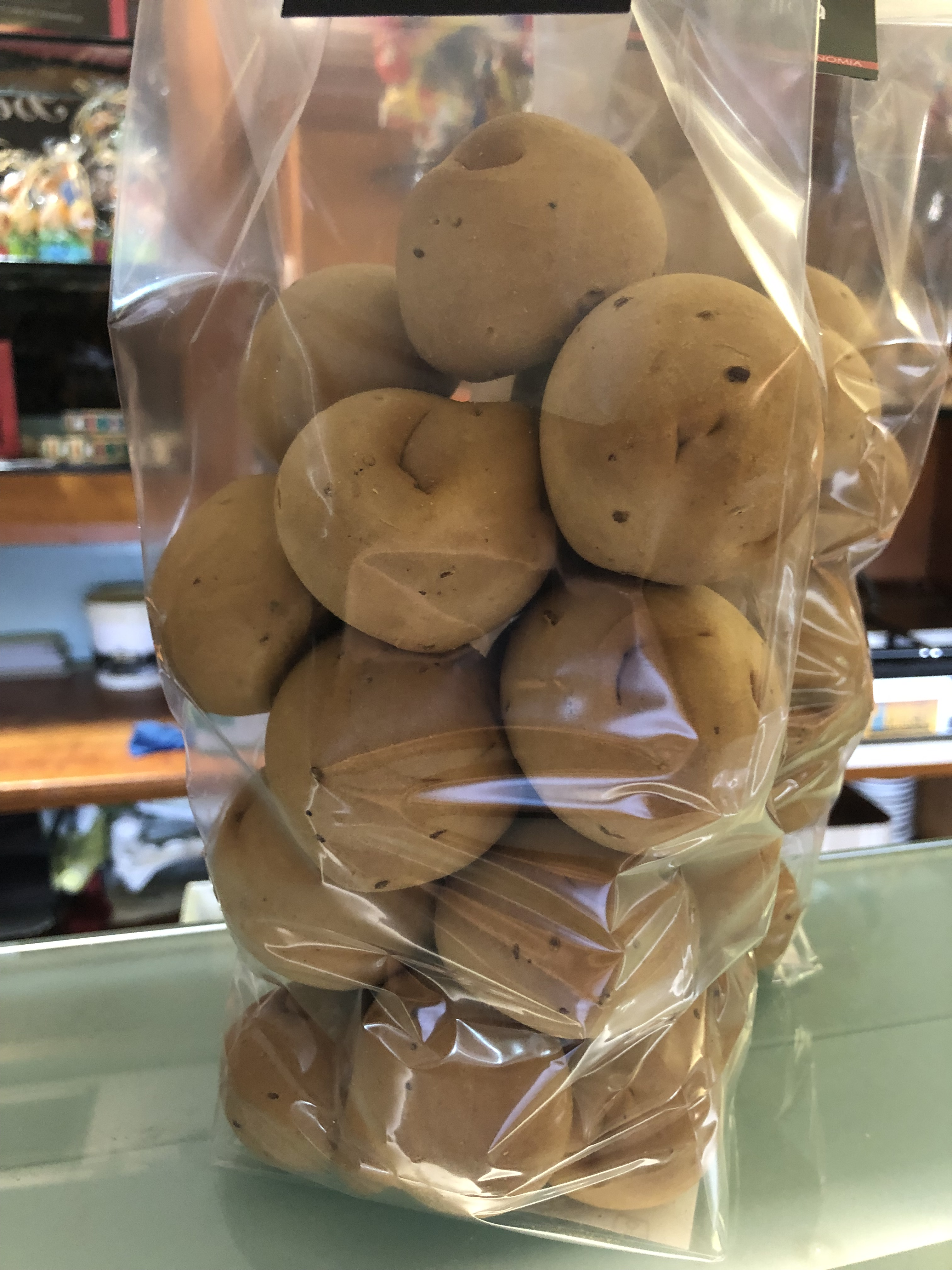
Biscotti di San Martino nella versione dura

I biscotti di San Martino sono dolci tradizionali della cucina siciliana, che vengono preparati per la festa di san Martino.

## Varianti
I biscotti vengono preparati in una versione dura e in una versione morbida.
La versione dura consiste in un biscotto secco, aromatizzato con semi di anice, che viene chiamato tricotto perché cotto al forno per tre volte; tradizionalmente, questo tipo di biscotto viene gustato inzuppato nel vino. 
La versione morbida consiste in un biscotto che viene cotto solo due volte, restando così più morbido; il biscotto viene poi tagliato in due orizzontalmente e farcito con crema di ricotta o marmellata di cedro. Il biscotto farcito con la ricotta viene chiamato rasco, quello farcito con la marmellata viene chiamato decorato perché viene ricoperto da una glassa di zucchero decorata con ghirigori e perline di zucchero.